# Stanislaw Czerniewicz

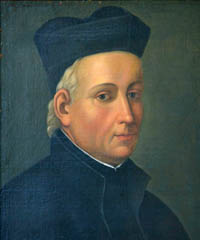
Stanislaus Czerniewicz

Stanislaw Czerniewicz SJ (* 15. August 1728 in Kaunas; † 7. Julijul. / 18. Juli 1785greg. in Staiki) war Generalvikar der Societas Jesu in Russland.

## Leben
Der Jesuitenorden wurde im Jahr 1773 von Papst Klemens XIV. verboten, und so dauerte es nach dem Tod des 18. Ordensgeneral Lorenzo Ricci im Jahr 1775 einige Jahre, bis der Orden die Genehmigung von Pius VI. bekam, mit seiner Tätigkeit in Russland fortzufahren und ein neues Oberhaupt (mit dem Titel eines Generalvikars) zu wählen. Die am 17. Oktober 1782 erfolgte Wahl fiel auf Stanislaw Czerniewicz.
Die russische Zarin Katharina die Große bestätigte Czerniewicz in seinem Amt. Er starb am 7. Julijul. / 18. Juli 1785greg..